# Vênus de Von Gagarino

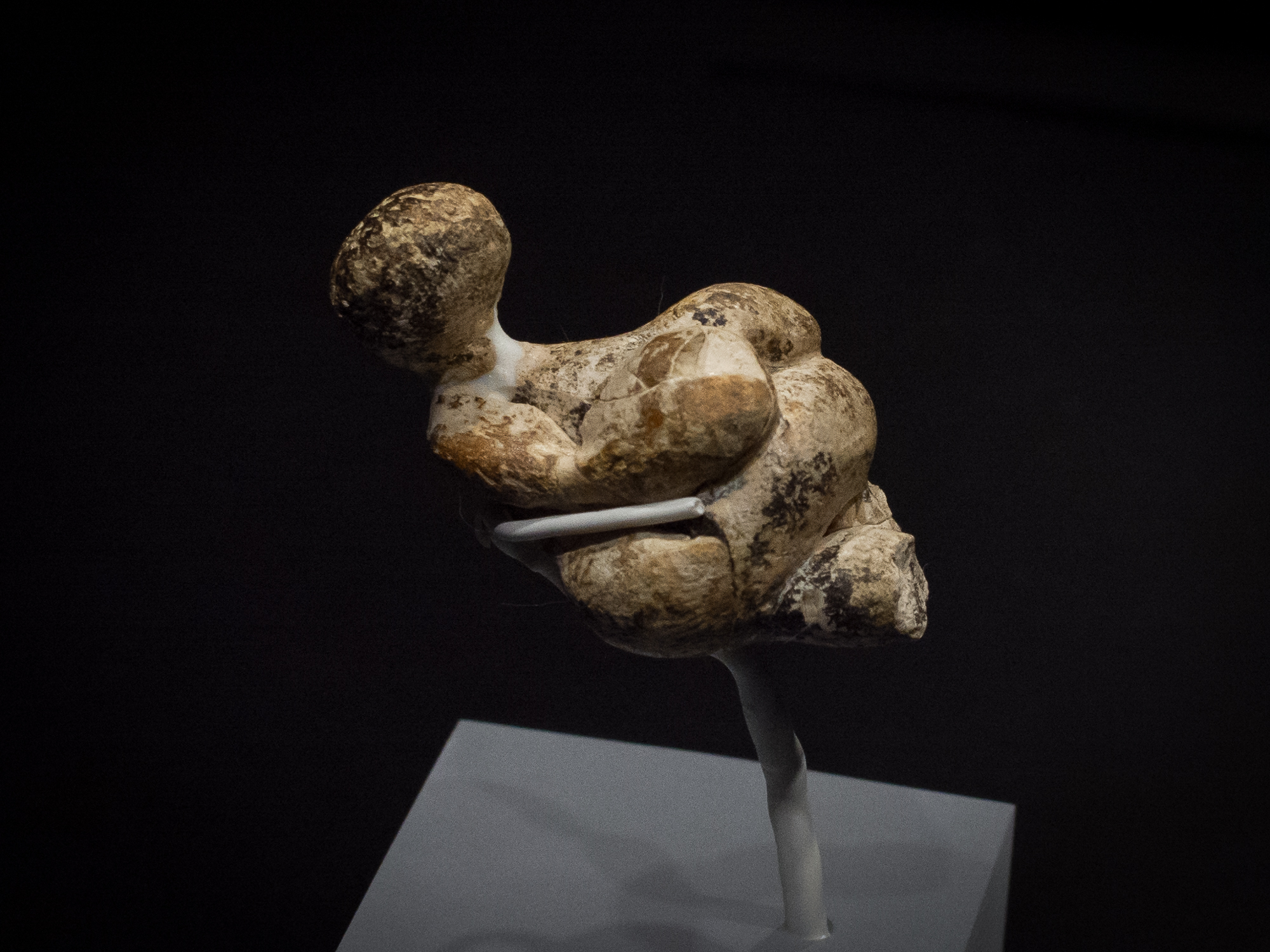
Vénus n.º 1 de Gagarino; altura: 5,8 cm

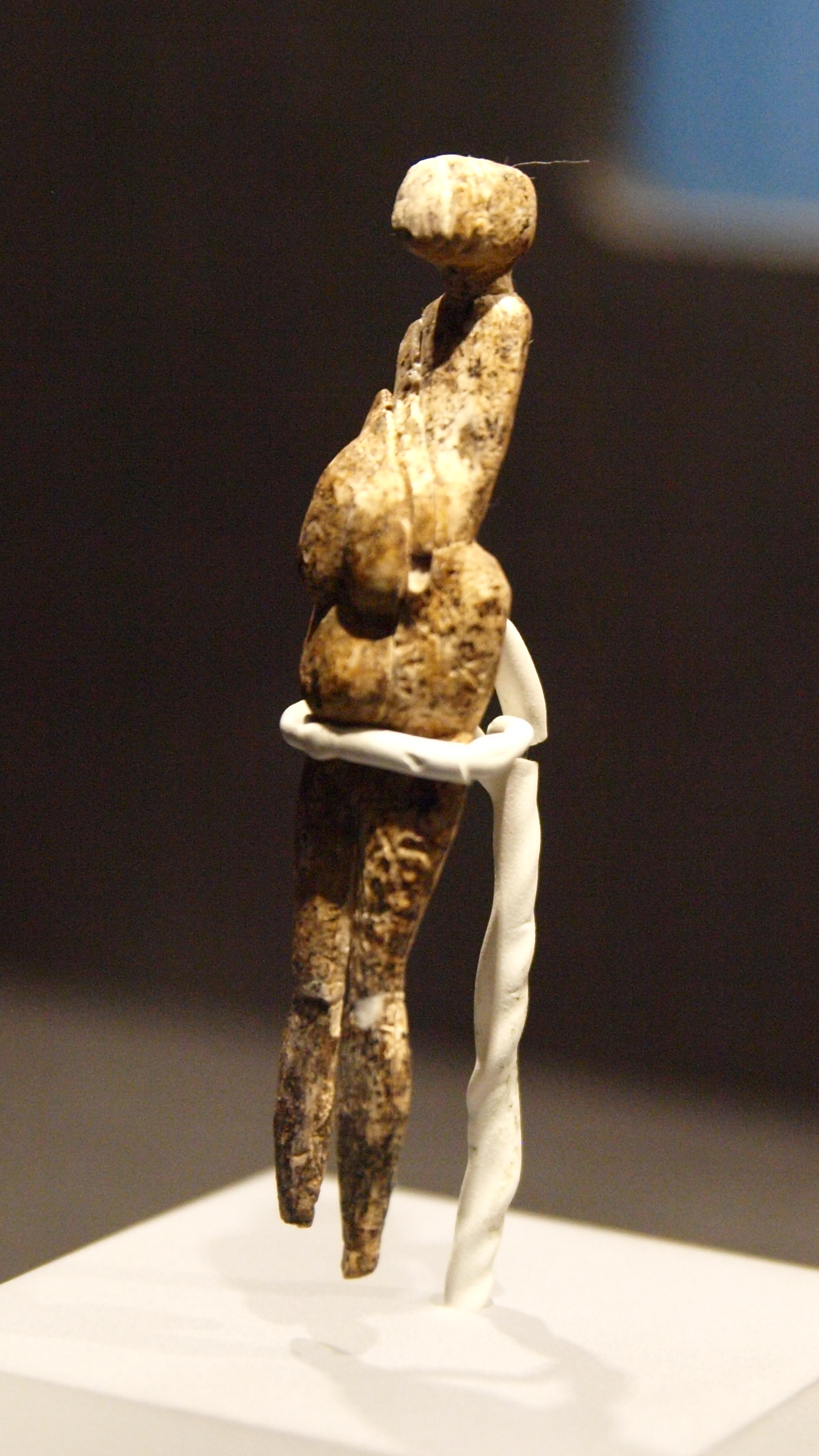
Outra Vénus de Gagarino; altura: 7,1 cm

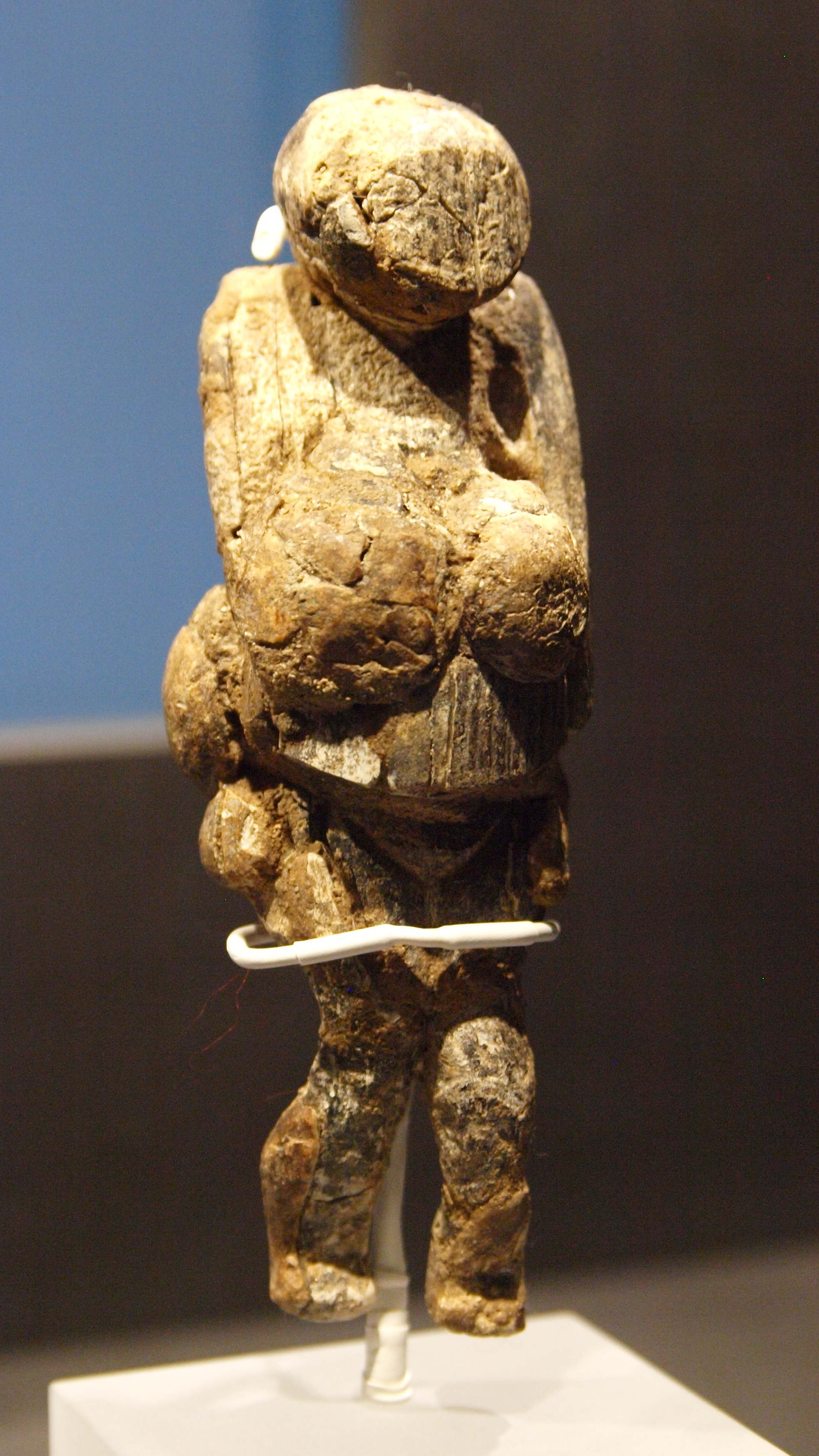
Vénus n.º 4 de Gagarino; altura: 12,7 cm

A Vênus de Von Gagarino é um conjunto de estatuetas de Vénus feitas aproximadamente em 22.000 a.C. e encontradas em Tambour, na Ucrânia. Sua composição é de rocha vulcânica.